# Ucraina meridionale
Con Ucraina meridionale ci si riferisce generalmente ai territori situati nel sud dell'Ucraina. Il territorio corrisponde solitamente all'omonimo distretto economico sovietico, il Distretto economico meridionale della RSS Ucraina. Nella regione prevale l'industria navale e cantieristica.
L'Ucraina meridionale è stata invasa dalle forze armate russe il 24 febbraio 2022, e buona parte della regione è diventata uno dei principali teatri della guerra russo-ucraina.

## Storia

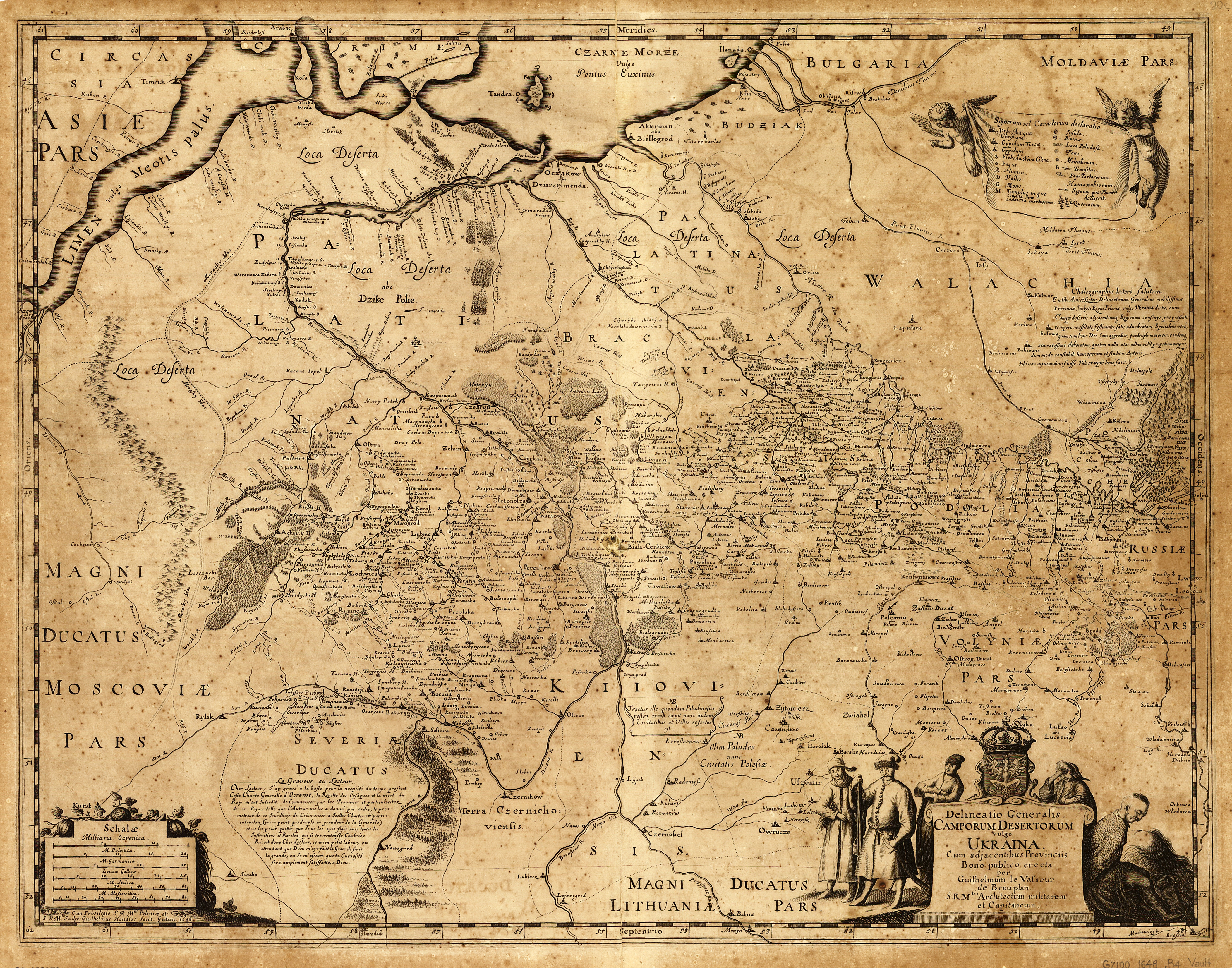
L'Ucraina nel 1648 (sud in alto) con la scritta: "loca deserta", latino (regioni devastate)

L'area era stata oggetto di incursioni da parte di popolazioni nomadi sino dal XII secolo.
Durante le guerre russo-turche, le maggiori fortezze turche di Özi-Cale, Akkerman, Hacıbey, Kinburn e molte altre vennero conquistate e distrutte. Nuove città e insediamenti vennero fondati al loro posto.
Intorno al XVII secolo la regione era conosciuta come "Lande selvagge" o "Lande devastate", per la condizione in cui erano ridotte le attività umane dopo secoli di guerra.
La sua parte occidentale (tra i fiumi Dniester e Dnieper) era conosciuta come Dykra nel Granducato di Lituania e successivamente come la provincia di Yedisan, regione autonoma dell'Impero ottomano, ed era prevalentemente abitata da Tatari dell'Orda Nogai, che si era spostata in quest'area durante la conquista dell'Orda d'Oro.
L'Impero russo prese gradualmente il controllo sull'area grazie ad accordi, come quello di Perejaslav, e trattati di pace a seguito di diverse guerre con l'Etmanato cosacco e l'Impero ottomano.
La regione cambiò volto nel XIX secolo a causa dell'intensa immigrazione di Russi che in pochi anni fondarono città, villaggi e colonie agricole in Ucraina meridionale.

## Oblast
| Oblast                                    | Area in kmq | Popolazione (Censimento del 2001) | Popolazione (1 Gen. 2012) | Note |
| ----------------------------------------- | ----------- | --------------------------------- | ------------------------- | ---- |
| Oblast' di Odessa                         | 33.313      | 2.469.057                         | 2.388.297                 |      |
| Oblast' di Mykolaïv                       | 24.585      | 1.264.743                         | 1.178.223                 |      |
| Oblast' di Cherson                        | 28.461      | 1.175.122                         | 1.083.367                 |      |
| Oblast' di Dnipropetrovs'k                | 31.923      | 3.561.224                         | 3.320.299                 |      |
| Oblast' di Zaporižžja                     | 27.183      | 1.929.171                         | 1.791.668                 |      |
| Totale escludendo la Crimea e Sebastopoli | 145.465     | 10.399.317                        | 9.761.854                 |      |
| Crimea                                    | 26.080      | 2.033.736                         | 1.963.008                 |      |
| Sebastopoli                               | 864         | 379.492                           | 381.234                   |      |
| Totale includendo la Crimea e Sebastopoli | 172.409     | 12.812.545                        | 12.106.096                |      |

Il vicino oblast' di Kirovohrad è molto spesso associato all'Ucraina centrale. Anche la Crimea (con Sebastopoli) viene ritenuta talvolta un'unica regione. Secondo l'Enciclopedia dell'Ucraina, l'Ucraina del sud deve essere considerate come i territori che costituivano il Cherson, la Tauride e il governatorato di Ekaterinoslav.